# Aplidium sarasinorum
Aplidium sarasinorum is een zakpijpensoort uit de familie van de Polyclinidae. De wetenschappelijke naam van de soort is voor het eerst geldig gepubliceerd door Fiedler.